# Allium multiflorum
Allium multiflorum är en amaryllisväxtart som beskrevs av René Louiche Desfontaines. Allium multiflorum ingår i släktet lökar, och familjen amaryllisväxter. Inga underarter finns listade i Catalogue of Life.